# Wojewódzkie centrum zdrowia publicznego
Wojewódzkie centrum zdrowia publicznego – jednostka organizacyjna działająca przy wojewodzie. Wykonuje zadania wojewody z zakresu opieki zdrowotnej, m.in.:
- administruje rejestrem zakładów opieki zdrowotnej na obszarze województwa,
- sprawuje kontrolę i nadzór nad zakładami opieki zdrowotnej na obszarze województwa,
- wykonuje zadania z zakresu doskonalenia kadr medycznych (m.in. dokumentacja specjalizacji lekarzy, lekarzy dentystów i innych zawodów medycznych),
- sprawuje nadzór nad opieką merytoryczną nad matką i dzieckiem,
- stanowi zaplecze administracyjno-gospodarcze dla konsultantów wojewódzkich w poszczególnych specjalnościach medycznych,
- gromadzi i udostępnia dane statystyczne dotyczące opieki zdrowotnej na obszarze województwa.